# Albion (Town, Dane County)
Die Town of Albion ist eine von 34 Towns im Dane County im US-amerikanischen Bundesstaat Wisconsin. Im Jahr 2020 hatte die Town of Albion 2069 Einwohner.
Town hat in Wisconsin eine grundlegend andere Bedeutung als im übrigen englischsprachigen Bereich. Vielmehr entspricht sie den in den anderen US-Bundesstaaten üblichen Townships, die nach dem County die nächstkleinere Verwaltungseinheit bilden.
Das Gebiet der Town of Albion ist Bestandteil der Metropolregion Madison.

## Geografie
Die Town of Albion liegt im Süden Wisconsins am Lake Koshkonong, im südöstlichen Vorortbereich der Hauptstadt Madison. Der am Mississippi gelegene Schnittpunkt der drei Bundesstaaten Wisconsin, Iowa und Minnesota liegt rund 225 km westnordwestlich; nach Illinois sind es rund 45 km in südlicher Richtung.
Die Koordinaten des geografischen Zentrums der Town of Albion sind 42°52′53″ nördlicher Breite und 89°04′44″ westlicher Länge. Sie erstreckt sich über eine Fläche von 92,7 km², die sich auf 91,1 km² Land- und 1,6 km² Wasserfläche verteilen. 
Die Town of Albion liegt im äußersten Südosten des Dane County und grenzt an folgende Nachbartowns und selbständige Gemeinden: 
| Town of Pleasant Springs     | Town of Christiana                            | Town of Oakland (Jefferson County) |
| Town of Dunkirk              | Kompassrose, die auf Nachbargemeinden zeigt   | Town of Sumner (Jefferson County)  |
| Town of Porter (Rock County) | City of Edgerton Town of Fulton (Rock County) | Town of Milton (Rock County)       |

## Verkehr
Die auf einem gemeinsamen Streckenabschnitt verlaufenden Interstate Highways 39 und 90 führen von Nord nach Süd durch das Gebiet der Town of Albion. Der U.S. Highway 51 mündet im Norden in die Interstate ein und verlässt an der südlichen Grenze der Town den gemeinsamen Streckenverlauf wieder. verläuft von West nach Ost durch den Norden der Town of Albion. Im Zentrum der Town kreuzen der Wisconsin State Highway 73 und der Wisconsin State Highway 106. Daneben führen noch die County Highways A, N und X durch die Town. Alle weiteren Straßen sind untergeordnete Landstraßen sowie teils unbefestigte Fahrwege.
Der nächste Flughafen ist der Dane County Regional Airport in Wisconsins Hauptstadt Madison (rund 45 km nordwestlich).

## Bevölkerung
Nach der Volkszählung im Jahr 2010 lebten in der Town of Albion 1951 Menschen in 747 Haushalten. Die Bevölkerungsdichte betrug 21,4 Einwohner pro Quadratkilometer. In den 747 Haushalten lebten statistisch je 2,42 Personen. 
Ethnisch betrachtet setzte sich die Bevölkerung zusammen aus 98,4 Prozent Weißen, 0,2 Prozent Afroamerikanern, 0,1 Prozent amerikanischen Ureinwohnern, 0,2 Prozent Asiaten, 0,1 Prozent Polynesiern sowie 0,3 Prozent aus anderen ethnischen Gruppen; 0,9 Prozent stammten von zwei oder mehr Ethnien ab. Unabhängig von der ethnischen Zugehörigkeit waren 8,7 Prozent der Bevölkerung spanischer oder lateinamerikanischer Abstammung. 
25,7 Prozent der Bevölkerung waren unter 18 Jahre alt, 62,3 Prozent waren zwischen 18 und 64 und 12,0 Prozent waren 65 Jahre oder älter. 45,1 Prozent der Bevölkerung war weiblich.
Das mittlere jährliche Einkommen eines Haushalts lag bei 66.630 USD. Das Pro-Kopf-Einkommen betrug 28.430 USD. 6,3 Prozent der Einwohner lebten unterhalb der Armutsgrenze.

## Ortschaften in der Town of Albion
Neben Streubesiedlung existieren in der Town of Albion noch folgende gemeindefreie Siedlungen:
- Albion
- Highwood
- Hillside
- Indian Heights